# Pequeña Kindrativka
Pequeña Kindrativka  (ucraniano: Мала Кіндратівка) es una localidad del Raión de Kotovsk en el Óblast de Odesa de Ucrania. Según el censo de 2001, tiene una población de 296 habitantes.